# Matthew Smith (futbolista nacido en 1999)
Matthew Robert Smith (Redditch, Inglaterra, 22 de noviembre de 1999) es un futbolista británico que juega como centrocampista en el St Johnstone F. C. de la Scottish Premiership. Representa a la selección de fútbol de Gales.

## Trayectoria

### Manchester City
Nacido en Redditch, Smith fue canterano del West Bromwich antes de pasar a la cantera del Manchester City a los 14 años. El 3 de julio de 2018 se marchó cedido al Twente para la temporada 2018-19. El 1 de julio de 2019, Smith se incorporó al Queens Park Rangers en calidad de cedido por una temporada. Tras acortarse la cesión antes de tiempo, fichó por el Charlton Athletic el 31 de enero de 2020 en calidad de cedido hasta el final de la temporada 2019-2020.

#### Twente
Smith se trasladó a un club holandés, el Twente, para la temporada 2018/19 en calidad de cedido. Ayudó al equipo a conseguir el ascenso a la Eredivisie.

#### Doncaster Rovers
Smith se trasladó al Doncaster Rovers de la League One el 16 de octubre de 2020 en calidad de cedido por una temporada. Marcó su primer gol con el Doncaster, y su primer gol profesional en el fútbol inglés, en un empate 2-2 contra el AFC Wimbledon el 3 de noviembre de 2020.

## Selección nacional
Ha jugado con Gales en las categorías sub-17, sub-19, sub-21 y absoluta, siendo a menudo capitán del equipo en las categorías inferiores. El 20 de mayo de 2018 recibió una convocatoria para la selección de fútbol de Gales absoluta.
Puede formar parte del equipo galés, ya que su abuelo es de Gales del Sur. Debutó con Gales en un amistoso contra México (0-0), sustituyendo a Tom Lawrence en el minuto 81.

## Estadísticas

### Clubes
Actualizado al último partido disputado el 2 de enero de 2025.
| Club                                 | Div.          | Temporada     | Liga  | Liga  | Copas nacionales | Copas nacionales | Copas internacionales | Copas internacionales | Total | Total |
| Club                                 | Div.          | Temporada     | Part. | Goles | Part.            | Goles            | Part.                 | Goles                 | Part. | Goles |
| ------------------------------------ | ------------- | ------------- | ----- | ----- | ---------------- | ---------------- | --------------------- | --------------------- | ----- | ----- |
| F. C. Twente · Países Bajos          | 2.ª           | 2018-19       | 34    | 2     | 3                | 0                | —                     | —                     | 37    | 2     |
| F. C. Twente · Países Bajos          | Total club    | Total club    | 34    | 2     | 3                | 0                | 0                     | 0                     | 37    | 2     |
| Queens Park Rangers F. C. Inglaterra | 2.ª           | 2019-20       | 8     | 0     | 2                | 0                | —                     | —                     | 10    | 0     |
| Queens Park Rangers F. C. Inglaterra | Total club    | Total club    | 8     | 0     | 2                | 0                | 0                     | 0                     | 10    | 0     |
| Charlton Athletic F. C. Inglaterra   | 2.ª           | 2019-20       | 2     | 0     | 0                | 0                | —                     | —                     | 2     | 0     |
| Charlton Athletic F. C. Inglaterra   | Total club    | Total club    | 2     | 0     | 0                | 0                | 0                     | 0                     | 2     | 0     |
| Doncaster Rovers F. C. Inglaterra    | 3.ª           | 2020-21       | 40    | 1     | 3                | 0                | —                     | —                     | 43    | 1     |
| Doncaster Rovers F. C. Inglaterra    | Total club    | Total club    | 40    | 1     | 3                | 0                | 0                     | 0                     | 43    | 1     |
| Hull City A. F. C. Inglaterra        | 2.ª           | 2021-22       | 9     | 0     | 1                | 0                | —                     | —                     | 10    | 0     |
| Hull City A. F. C. Inglaterra        | Total club    | Total club    | 9     | 0     | 1                | 0                | 0                     | 0                     | 10    | 0     |
| Milton Keynes Dons F. C. Inglaterra  | 3.ª           | 2021-22       | 4     | 0     | 0                | 0                | —                     | —                     | 4     | 0     |
| Milton Keynes Dons F. C. Inglaterra  | 3.ª           | 2022-23       | 21    | 2     | 8                | 0                | —                     | —                     | 29    | 2     |
| Milton Keynes Dons F. C. Inglaterra  | Total club    | Total club    | 25    | 2     | 8                | 0                | 0                     | 0                     | 33    | 2     |
| St Johnstone F. C. Escocia           | 1.ª           | 2023-24       | 34    | 1     | 1                | 0                | —                     | —                     | 35    | 1     |
| St Johnstone F. C. Escocia           | 1.ª           | 2024-25       | 19    | 0     | 5                | 0                | —                     | —                     | 24    | 0     |
| St Johnstone F. C. Escocia           | Total club    | Total club    | 53    | 1     | 6                | 0                | 0                     | 0                     | 59    | 1     |
| Total carrera                        | Total carrera | Total carrera | 171   | 6     | 23               | 0                | 0                     | 0                     | 194   | 6     |